# 伊万·克南
伊万·克南（法語：Yvan Quénin，1920年3月1日—2009年7月），生于摩纳哥，法国男子篮球运动员，曾代表法国国家队参加1948年夏季奥运会男子篮球比赛，最终获得一枚银牌。